# Plattschmerlen
Die Platt- oder Karpfenschmerlen (Balitoridae) sind eine Fischfamilie aus der Ordnung der Karpfenartigen (Cypriniformes). Sie entsprechen großteils den früheren „Homalopteridae“ („Ebenflossern“ – von ὁμαλός „flach, eben(mäßig), gleich(mäßig)“). Plattschmerlen kommen mit 14 Gattungen und fast 100 Arten in schnell fließenden Bergbächen und Flüssen von Indien über das festländische Südostasien bis nach China und Taiwan, sowie auf Sumatra, Borneo und Java vor.

## Merkmale
Plattschmerlen haben einen abgeflachten Rumpf und Kopf und mit den horizontal gelegenen paarigen Flossen sind die Fische in der Lage sich in der Strömung festzusaugen. Das Maul ist unterständig und von drei Bartelpaaren umgeben. Die Exoccipitalia (seitliche Knochen der hinteren Partie der Hirnkapsel) sind durch das Supraoccipitale (unpaarer oberer Knochen der hinteren Partie der Hirnkapsel) voneinander getrennt. Das bei den Plattschmerlen vergrößerte Cleithrum und der Mesocoracoid (Knochen im Schultergürtel) sind zusammengewachsen. Die Kiemenöffnungen sind bei einigen Gattungen verengt. Im Unterschied zu den Gastromyzontidae haben die Plattschmerlen zwei oder mehr vorn liegende, unverzweigte Flossenstrahlen in den Brust- und Bauchflossen (Gastromyzontidae nur ein Flossenstrahl). Bei der Höhlen bewohnenden Art Cryptotora thamicola und mindestens zehn weiteren Arten sind Skelett und Muskulatur der Bauchflossen so umgewandelt, dass die Tiere zusammen mit den Brustflossen ähnlich wie vierfüßige Landwirbeltiere laufen können und so flache, stark strömende Gewässerabschnitte durchqueren können.

## Gattungen
Zu den Plattschmerlen gehören 16 Gattungen und fast 100 Arten.

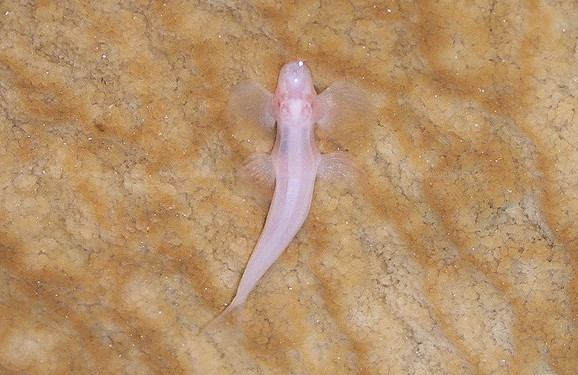
Cryptotora thamicola

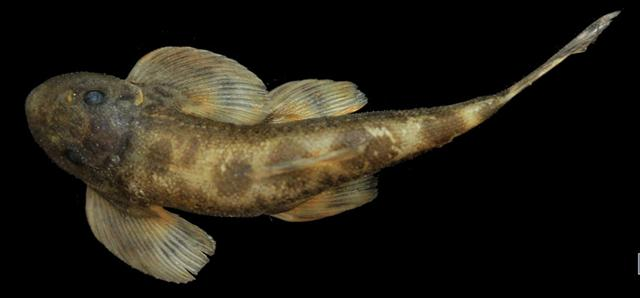
Hemimyzon nanensis

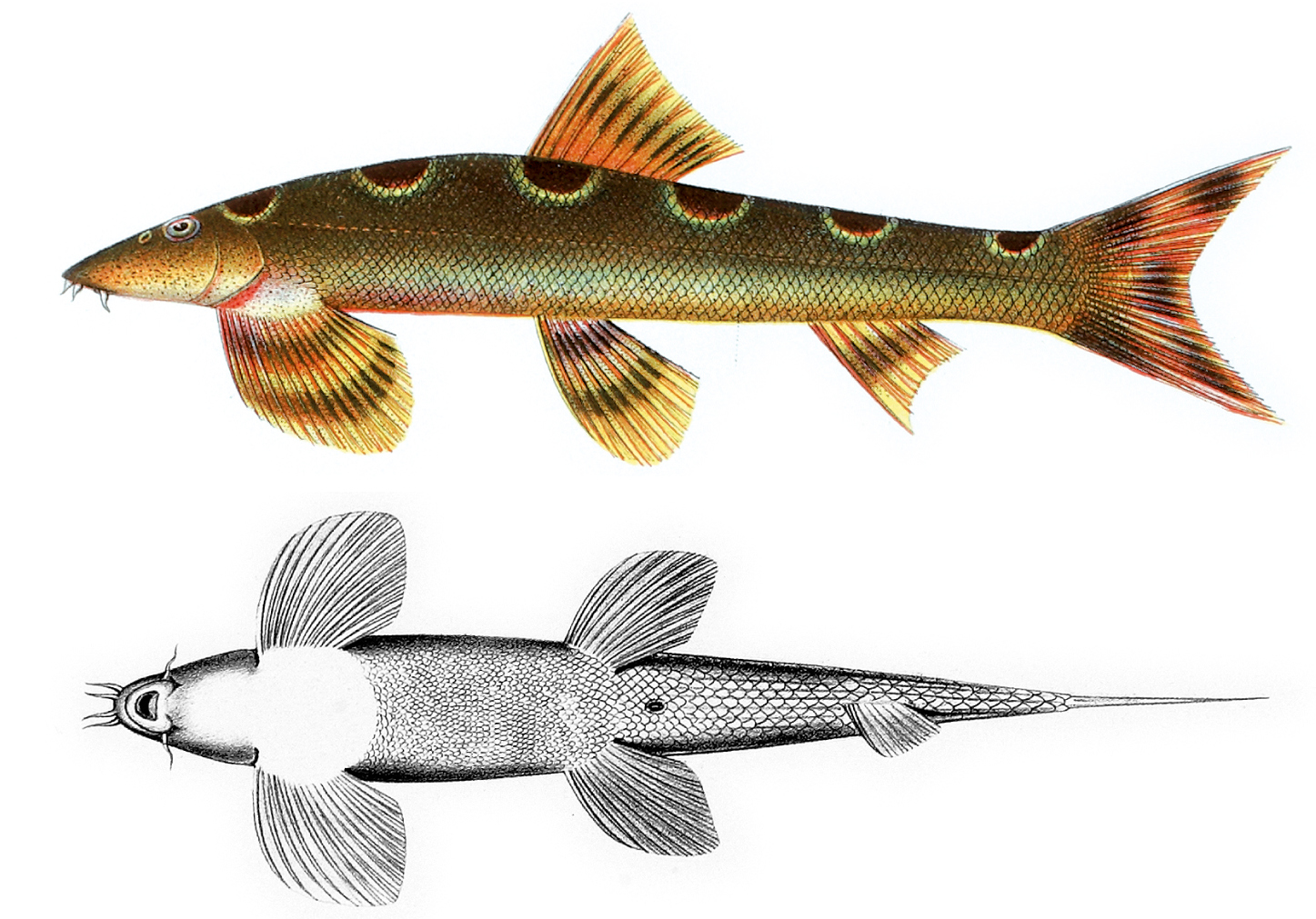
Homaloptera ophiolepis

- Balitora Gray, 1830 (12 Arten; Vorder-, Hinterindien bis Südchina; 12 cm)
- Balitoropsis Smith, 1945 (10 Arten; China bis Indonesien)
- Bhavania Hora, 1920 (2 Arten; Vorderindien; 10 cm)
- Cryptotora Kottelat, 1998 (1 Art; Thailand, in Höhlen, blind; 4 cm)
- Ghatsa Randall & Page, 2015 (Western Ghats, Südindien)
- Hemimyzon Regan, 1911 (16 Arten; China, Taiwan, Laos, Vietnam, Thailand; 10 cm)
- Homaloptera van Hasselt, 1823 (11 Arten; Indien bis China, Borneo, Indonesien; 13 cm)
- Homalopteroides Fowler, 1905 (6 Arten; Südostasien)
- Homalopterula Fowler, 1940 (6 Arten; Indonesien)
- Jinshaia Kottelat & Chu, 1988 (3 Arten; China; 7 cm)
- Lepturichthys Regan, 1911 (2 Arten; China; 13 cm)
- Metahomaloptera Chang, 1944 (3 Arten; China; 5 cm)
- Neohomaloptera Herre, 1944 (1 Art; Indonesien, Malaysia; 2 cm)
- Pseudohomaloptera Silas, 1953 (6 Arten)
- Sinogastromyzon Fang, 1930 (20 Arten; Vietnam, China, Taiwan; 14 cm)
- Travancoria Hora, 1941 (2 Arten; Indien; 12 cm)

## Belege
1. 1 2 3  Joseph S. Nelson, Terry C. Grande, Mark V. H. Wilson: Fishes of the World. Wiley, Hoboken, New Jersey, 2016, ISBN 978-1118342336. Seite 191.
2. ↑  Callie H. Crawford et al. Skeletal and muscular pelvic morphology of hillstream loaches (Cypriniformes: Balitoridae). Journal of Morphology, August, 2020; doi: 10.1002/jmor.21247